# Sterrhinae
Sterrhinae — підродина метеликів родини П'ядуни (Geometridae). У підродині описано понад 2800 видів.

## Опис
Більшість з них невеликі метелики, які ведуть нічний спосіб життя і ховаються протягом дня в рослинності. Є кілька денних видів. Більшість видів мають хоботок, за допомогою якого вони можуть поглинати їжу. Яйця пласкі, гусениці зазвичай невеликі. Вони живуть на сухому листі. Лялечки лежать у ґрунті або між скрученим разом листям.

## Класифікація
Підродина Sterrhinae розділена на триби:
- Cosymbiini Prout, 1911
- Cyllopodini Kirby, 1892
- Lythriini Herbulot, 1962
- Rhodometrini Agenjo, 1952
- Rhodostrophiini Prout, 1935
- Scopulini Duponchel, 1845[1]
- Sterrhini Meyrick, 1892
- Timandrini Stephens, 1850

Крім цього, кілька родів нерозміщені до триб, а саме:
- Chorizomena Turner, 1939 (Sterrhini?)
- Dualana Strand, 1914 (Rhodostrophiini?)
- Neothysanis Dognin, 1916 (Sterrhini?)

## Ресурси Інтернету
- Lepiforum e. V. [Архівовано 29 березня 2012 у Wayback Machine.] Fotoübersicht Sterrhinae
- Moths and Butterflies of Europe and North Africa [Архівовано 17 липня 2012 у Wayback Machine.]
- Markku Savela: Lepidoptera and some other life forms [Архівовано 23 червня 2013 у Wayback Machine.]
- Ian Kimber: Guide to the moths of Great Britain and Ireland [Архівовано 20 вересня 2012 у Wayback Machine.]
- Fauna Europaea [Архівовано 4 жовтня 2012 у Wayback Machine.]

| Ентомологія | Це незавершена стаття з ентомології. Ви можете допомогти проєкту, виправивши або дописавши її. |